# Blang Seupeng (Matangkuli)
Blang Seupeng is een bestuurslaag in het regentschap Aceh Utara van de provincie Atjeh, Indonesië. Blang Seupeng telt 177 inwoners (volkstelling 2010).